# In Judgment of...
Pour plus de détails, voir Fiche technique et Distribution.
In Judgment of... est un film de procès muet réalisé par Will S. Davis et George D. Baker, sorti en 1918.

## Synopsis
Mary Manners a hérité du don de télépathie de ses ancêtres bohémiens. Sur une petite route de campagne, le Dr John O'Neill la sauve d'un voleur et ils deviennent rapidement amis. John, qui ne connaît son père que par la pension qu'il en perçoit, rend visite à Mary, chez qui il rencontre le Juge Brainard, le père du fiancé de Mary, Robert. Alors que ce dernier, jaloux, se plaint de la présence du docteur, le juge admet que John est son fils d'un précédent mariage. Andrew Vail surprend la conversation et menace de faire chanter le vieil homme. Lors d'une bagarre, le Juge Brainard pousse Andrew du haut d'une falaise, mais c'est John qui est arrêté car des preuves l'accusent. Alors qu'il préside le procès, le juge reste silencieux alors même que le jury déclare son fils coupable mais, quand il rencontre le regard de Mary, il confesse sa culpabilité. Comme il a agi en légitime défense, il est acquitté, et il retrouve son fils et sa nouvelle belle-fille.

## Fiche technique
- Titre original : In Judgment of...
- Réalisation : Will S. Davis
- Scénario : George D. Baker
- Photographie : William C. Thompson
- Société de production : Metro Pictures Corporation
- Société de distribution : Metro Pictures Corporation
- Pays d’origine :  États-Unis
- Langue : anglais
- Format : Noir et blanc - 35 mm - 1,37:1 - Muet
- Genre : drame
- Durée : 5 bobines
- Dates de sortie :  États-Unis : 12 août 1918

## Distribution
- Anna Q. Nilsson : Mary Manners
- Franklyn Farnum : John O'Neill
- Herbert Standing : Juge Brainard
- Edward Alexander : Robert Brainard
- Lydia Knott : Mme Manners
- Harry S. Northrup : Andrew Vail
- Spottiswoode Aitken : M. Manners
- Katherine Griffith : Mme Brainard
- Robert Dunbar : T. A. Adams